# Augusto Rivalta

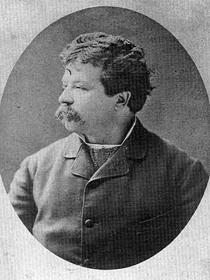
Augusto Rivalta

Augusto Rivalta (* 3. März 1835 in Alessandria; † 14. April 1925 in Florenz) war ein italienischer Bildhauer.

## Leben
Augusto Rivalta wurde als dritter Sohn von Antonio Rivalta, Oberst in der Armee des Königreichs Sardinien, und Paola Salvo in Alessandria geboren und zog bald darauf mit der Familie nach Genua. Ab 1851 studierte er an der Accademia Ligustica di Belle Arti in Genua unter anderem bei Santo Varni. 1857 wurde er von der Akademie für ein Studium in Florenz ausgewählt und ab 1858 studierte er dort bei Aristodemo Costoli an der Accademia di Belle Arti. Nach Ausbruch des zweiten italienischen Unabhängigkeitskrieges kehrte er 1859 nach Genua zurück, um sich zusammen mit seinem Bruder Francesco den genuesischen Carabinieri anzuschließen. Nach dem Frieden von Villafranca und nachdem er von einer Kriegsverwundung genesen war, ging er wieder nach Florenz, wo er seine Ausbildung in der Werkstatt von Giovanni Dupré fortsetzte.
1867 wurde Rivalta zum Mitglied der Accademia di Belle Arti in Florenz ernannt, wo er von 1874 bis zu seinem Tod den Lehrstuhl für Zeichnen und Bildhauerei innehatte. Zu seinen Schülern gehörten unter anderen Antonio Garella, Giuseppe Graziosi, Raffaello Romanelli, Pietro Guerri und Ercole Drei. Am 31. Dezember 1887 heiratete er in Florenz Sofia Anatrella aus Livorno. Das Paar hatte zwei Söhne, Augusto jr. und Carlo, der später ebenfalls Bildhauer wurde. Obwohl er bis zu seinem Tod in Florenz lebte, blieb er mit seiner Heimat Genua eng verbunden und erhielt dort zahlreiche Aufträge.
Rivalta entfernte sich zunehmend vom künstlerischen Ideal Duprés und gelangte in späteren Jahren zu einem von den Macchiaioli und Adriano Cecioni beeinflussten Realismus, der sich vor allem in den zahlreichen Grabdenkmälern und öffentlichen Skulpturen zeigt. Dazu gehören Grabmäler im Monumentalfriedhof Staglieno in Genua und zahlreiche Denkmäler für Personen des Risorgimento.
Im Laufe seiner Karriere nahm er an zahlreichen nationalen und internationalen Ausstellungen teil, wie der Promotrice di belle arti di Torino 1863, der Quadriennale von Turin 1902, der Biennale von Venedig 1903 und der Panama-Pacific International Exposition in San Francisco 1915.

## Werke

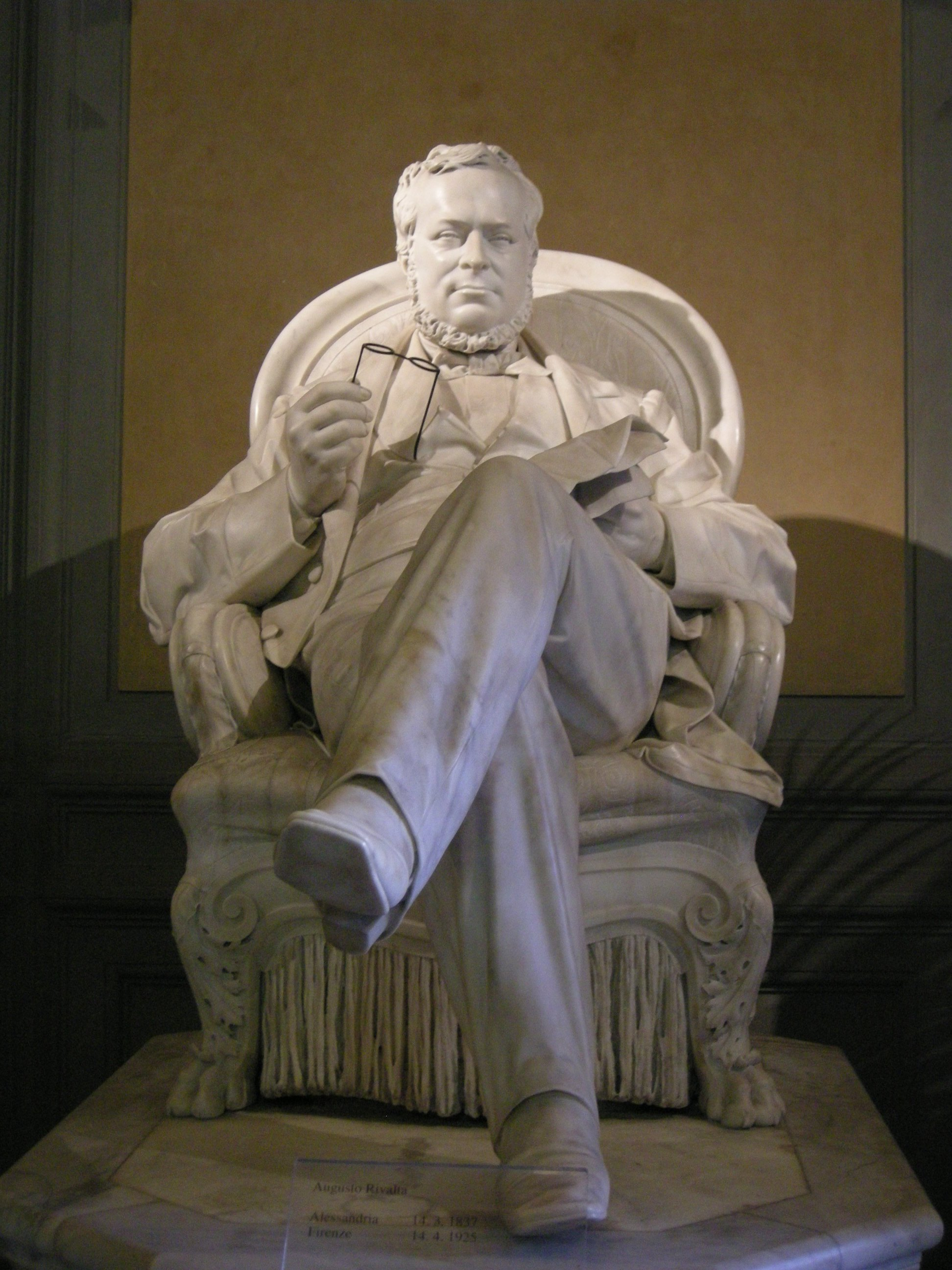
Cavour-Denkmal in Florenz

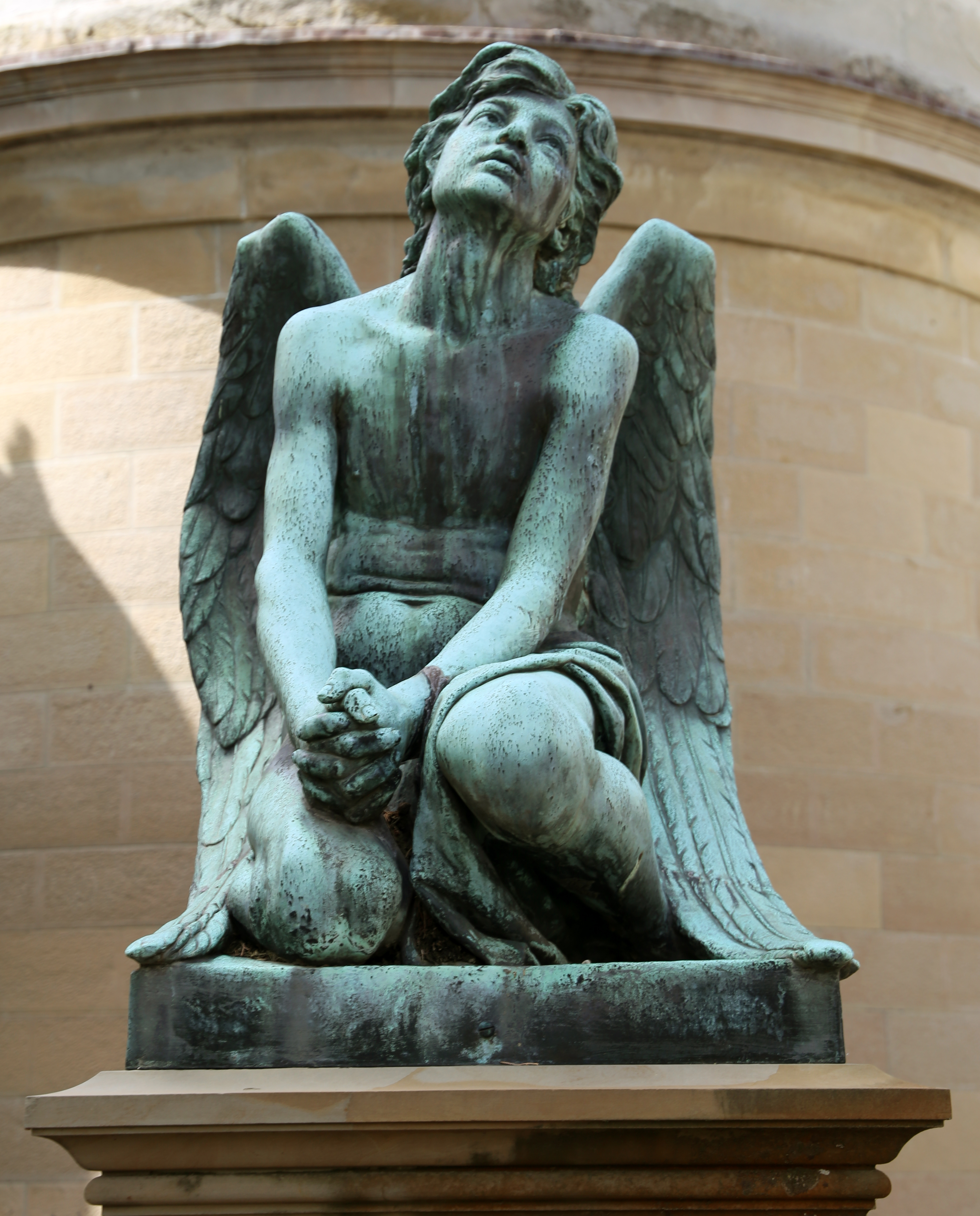
Grabmal Pellas und Lori (Detail)

- Il ritorno dalla posta („Die Rückkehr von der Post“), Galleria d’arte moderna im Palazzo Pitti in Florenz, 1860–70
- Denkmal für Camillo Benso von Cavour im Palazzo della Banca d’Italia in Florenz, 1869/70
- Grabmal für Marco Minghetti, Cimitero Monumentale della Certosa di Bologna, um 1871
- Grabmal für Carlo Raggio, Monumentalfriedhof Staglieno in Genua, 1872
- Grabmal für Bianchi Ricchini, Monumentalfriedhof Staglieno, 1880
- Grabmal Drago, Monumentalfriedhof Staglieno, 1884
- Denkmal für Giuseppe Mazzini in Chiavari, 1888
- Denkmal für Raffaele Rubattino in Genua, 1889
- Denkmal für Giuseppe Garibaldi in Livorno, 1889
- Denkmal für Giuseppe Garibaldi in Chiavari, 1890
- Grabmal für die Familien Pellas und Lori, Cimitero delle Porte Sante, Florenz, 1890
- Reiterstandbild von Viktor Emanuel II. auf der Piazza Grande in Livorno, 1892
- Grabmal Pallavicino, Monumentalfriedhof Staglieno, 1892
- Denkmal für Giuseppe Garibaldi in Genua, 1893
- Denkmal für Giuseppe Garibaldi in Sampierdarena, 1895
- Denkmal für Bettino Ricasoli in Florenz, 1897
- Denkmal für Domenico Rossetti in Triest, 1901 (zusammen mit Antonio Garella)
- Allegorische Gruppe La forza für das Vittoriano in Rom, um 1910
- Bronzebüste von Christoph Kolumbus in Detroit, 1910 (derzeit deponiert[3])
- Bronzegruppe Faun und Nymphe, Simu-Museum, Bukarest
- Tanzender Faun, Galleria Nazionale d’Arte Moderna, Rom